# Municipio de Owego (Dakota del Norte)
El municipio de Owego (en inglés: Owego Township) es un municipio ubicado en el condado de Ransom en el estado estadounidense de Dakota del Norte. En el año 2010 tenía una población de 21 habitantes y una densidad poblacional de 0,22 personas por km².

## Geografía
El municipio de Owego se encuentra ubicado en las coordenadas 46°30′34″N 97°19′9″O / 46.50944, -97.31917. Según la Oficina del Censo de los Estados Unidos, el municipio tiene una superficie total de 93.4 km², de la cual 93,33 km² corresponden a tierra firme y (0,08 %) 0,08 km² es agua.

## Demografía
Según el censo de 2010, había 21 personas residiendo en el municipio de Owego. La densidad de población era de 0,22 hab./km². De los 21 habitantes, el municipio de Owego estaba compuesto por el 100 % blancos. Del total de la población el 0 % eran hispanos o latinos de cualquier raza.